# ماركو بابيتش
ماركو بابيتش (بالكرواتية: Marko Babić)‏ (مواليد 28 يناير 1981 في أوسييك - يوغوسلافيا) لاعب كرة قدم كرواتي يلعب حاليا لصالح نادي الدرجة الأولى ريال سرقسطة الإسباني منذ 2009 في مركز الجناح الأيسر .

## روابط خارجية
- ماركو بابيتش على موقع الاتحاد الدولي (مؤرشف)  (الإنجليزية)
- ماركو بابيتش على موقع اتحاد كرواتيا (الكرواتية)
- ماركو بابيتش على موقع قاعدة بيانات كرة القدم.إي يو (الإنجليزية)
- ماركو بابيتش على موقع بيانات كرة القدم. دي إي (الألمانية)
- ماركو بابيتش على موقع ناشيونال فوتبول تيمز (الإنجليزية)
- ماركو بابيتش على موقع Soccerway.com (الإنجليزية)
- ماركو بابيتش على موقع عالم كرة القدم.نت (الإنجليزية)
- ماركو بابيتش على موقع كووورة